# Martin Knaus
Martin Knaus, genannt Mühlarzt oder Kartoffel-Müller (* um 1772 in Düdelsheim; †  Februar 1813 in Gießen) war ein deutscher Zimmermann und Mühlenarzt. Er stammte aus der Grafschaft Isenburg-Büdingen. Knaus war zudem Räuber und Mitglied der Wetterauer Bande.

## Leben
Sein Beruf war Zimmermann und Mühlenarzt. Sein Vater war angeblich der Ziegelbrenner Johann Dillmuth aus Hainchen. Die Mutter Charlotte heiratete später einen Schneider. Knaus zog nach der Lehre über das Land und fertigte „Kaffee-, Feeg- und Kartoffelmühlen.“ Damit gehörte er durch Abstammung und Beruf zu einer Minderheit unter den Räubern, die meist dem fahrenden Volk entstammten. Sein Handwerk übte er ambulant im Vogelsberg und in der Wetterau aus.
Dort schloss er sich der Wetterauer und Vogelsberger Bande an. Zu seinen Kumpanen zählten „höchst berüchtigte Räuber“ wie Veit Krämer, der Schoden-Heinrich Peter Görzel, Johannes Reitz, der Haarbacher Hannes, Johannes Müller, genannt der Birklarer Schneider und Ludwig Funk aus Sellnrod.
Seine Geliebte Christine Rumpf stammte aus Allendorf im Nassauischen. Mit ihr hatte er drei Kinder.
„Sein Hauptaufenthalt war ... besonders der berüchtigte Ort Beyernheim und die Hasel-Hecke.“
Als der Verfolgungsdruck in Oberhessen zu groß wurde, zog er sich nach Brungershausen im Werra-Departement, Königreich Westphalen, zurück. Auch ein weiteres Mitglied der Wetterauer Bande, Ludwig Funk aus Sellnrod, fand dort für eine gewisse Zeit Unterschlupf. Aus dieser Gegend stammte der Räuber Jonas Hoos, der auch zu der Wetterauer und Vogelsberger Bande gehörte. In Brungershausen wurde Knaus festgenommen und für knapp ein Jahr in Marburg inhaftiert. Da man ihm aber nichts nachweisen konnte, wurde er an seinen Heimatort zurückgewiesen.
Dort wurde er erneut festgenommen und in Gießen inhaftiert, wo ihn sein Kumpan Heiden-Peter als "Mühlarzt" identifizierte.
Bei den Verhören gestand er acht Untaten, u. a. einen Diebstahl in Södel, den Diebstahl eines Kessels in Allendorf, dem Heimatort seiner Geliebten 1806, einen Überfall bei Düdelsheim auf den „Obermüller“ an Himmelfahrt 1808, die Beraubung von Frachtwagen in Wolfshagen, einen versuchten Straßenraub bei Münzenberg  und einen Überfall zu Büdingen.
Knaus starb in Gießen im Februar 1813, 41 Jahre alt, bevor ein Urteil über ihn gesprochen wurde.